# Markéta Galuszková
Markéta Galuszková (* 23. listopadu 1992 Klatovy) je česká modelka, hosteska a herečka. Přes svoji výšku 154 cm se dokázala prosadit jako fotomodelka i v zahraničí a je Slovenskou Playmate 2018. V České republice ji proslavila zejména videa v angličtině.

## Osobní život
Narodila se v Klatovech, kde také chodila do školy. Již od dětství chtěla být fotomodelkou. Mezi její koníčky patří malování, plavání, běhání, fitness a bruslení. Kromě modelingové a herecké kariéry podniká v oboru prodlužování vlasů. Působí pracovně hlavně ve Spojených státech amerických, kde pózuje pro celou řadu fotografů, převážně v Los Angeles, Las Vegas a San Franciscu. V San Franciscu měla kampaň focení pro kravaty obchodní značky Skintie. Aktuálně v roce 2018 rozhovor pro světový magazín Moll Mag, v Evropě a konkrétně Česku má také úspěch. Její bratr je v nemocnici již několik let v kómatu po nehodě.

## Kariéra modelingová, herecká

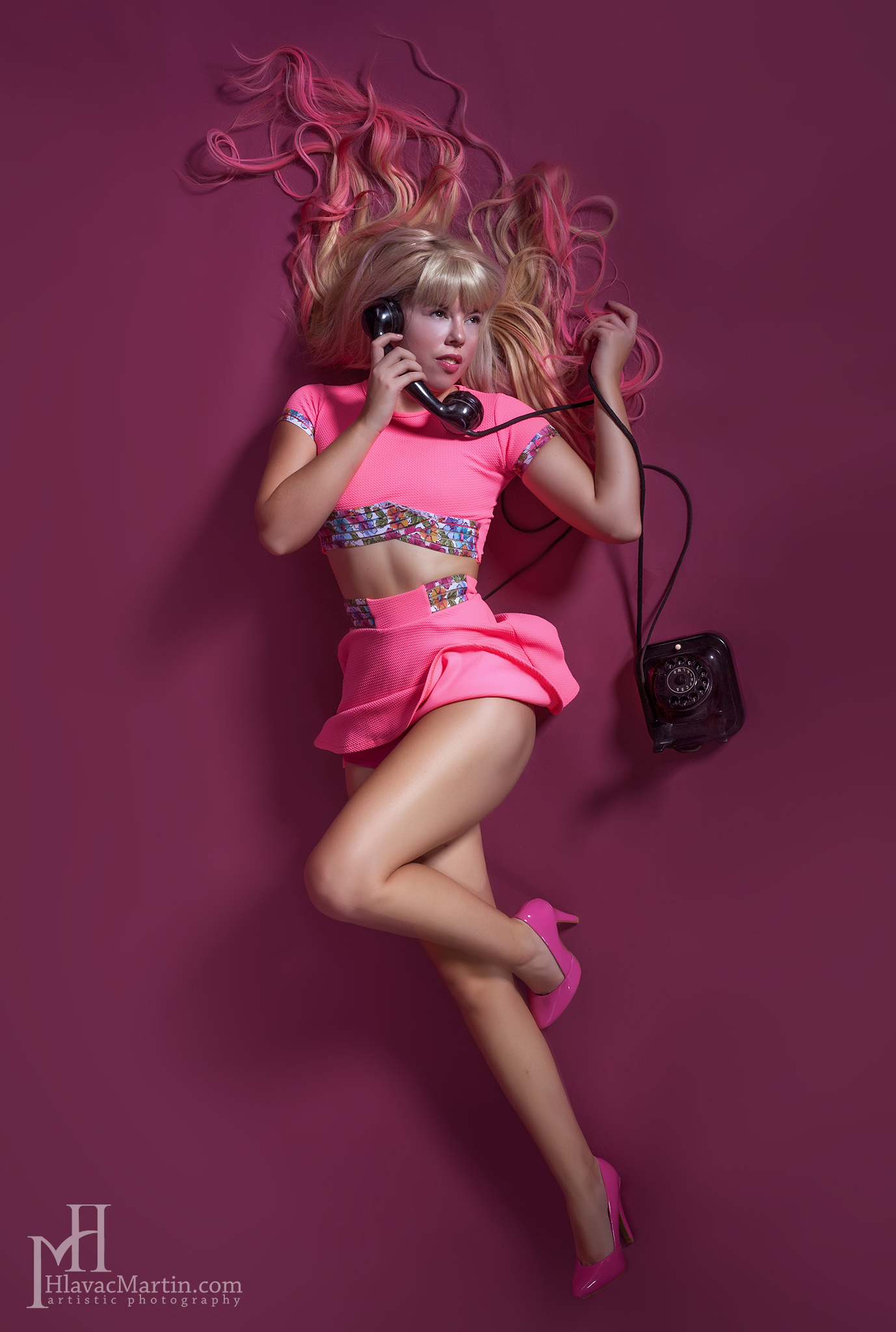
Barbie

Markéta Galuszková začala svoji modelingovou kariéru ve 13 letech na českých internetových serverech jako Fotoparta, Fotopátračka. Zúčastnila se přehlídky pro Danu Morávkovou při prezentaci kabelek značky Elga. Na molu byla vidět také v Holešovicích na Interbeauty 2017 během soutěže v makeup líčení. Fotografuje jak v tuzemsku tak v zahraničí. Je modelkou pro reprezentační, propagační a reklamní fotografie, pózuje na workshopech před několika fotografy. Za svou kariéru stihla být fotomodelka pro slovenské vydání časopisu Playboy 2016. Dále nafotila billboard v Pařížské ulici pro prestižní značku Rexim Krejčovský Salón 2011 (Elegantí oděvy). V roce 2016 nafotila propagační kalendáře a letáky pro firmu Biovit.cz léky Swiss Natural, použito několik set tisíc výtisků.
V letech 2012 a 2013 získala zlatý pohár za první místo v tanci bodypaintingu, na festivalu Motor Show Expo v pražských Holešovicích. Zúčastnila se české reality show Popelka, ve které se ukázala ve vysílání TV Barrandov. S kouzelníkem Richardem Nedvědem nafotila reprezentační fotografie. Andrea Kerestešová si ji vybrala jako modelku pro fotografie ke své výstavě s názvem Mezi nebem a zemí. Markéta byla pozvána na stream do redakce Extra.cz kde mluvila nejen o své karieře, stejně jako host na webu bravomodels.cz. V mediálním článku 24 news zdroj Extra.cz o Markétě a jejích plastických zákrocích. má za sebou již několik úspěšných zakázek.
Objevila se na titulní stránce magazínu Autosport & Tuning, ve kterém byla i jako dívka vydání.
Ztvárnila vedlejší roli ve filmu Fotograf (2015) s Karlem Rodenem. Účinkovala v pořadech Policie v akci a Linka 112 v kinech pražské orgie 2019, snídaně s novou 2011 hostem.

## Galerie

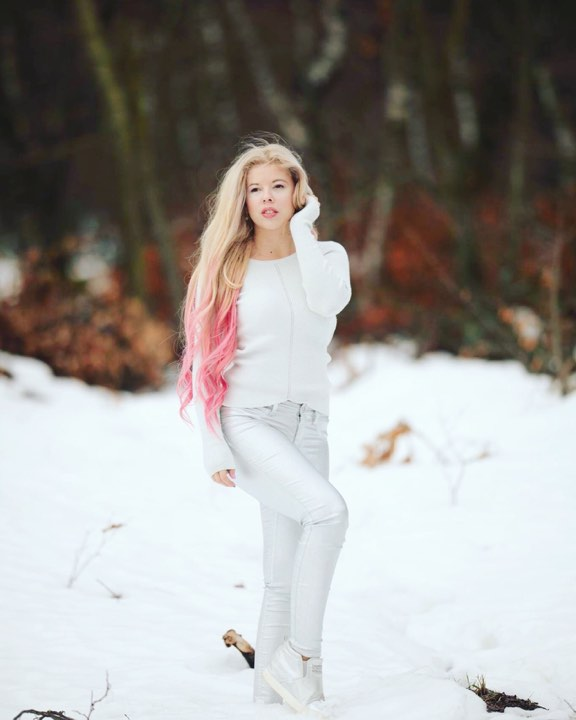
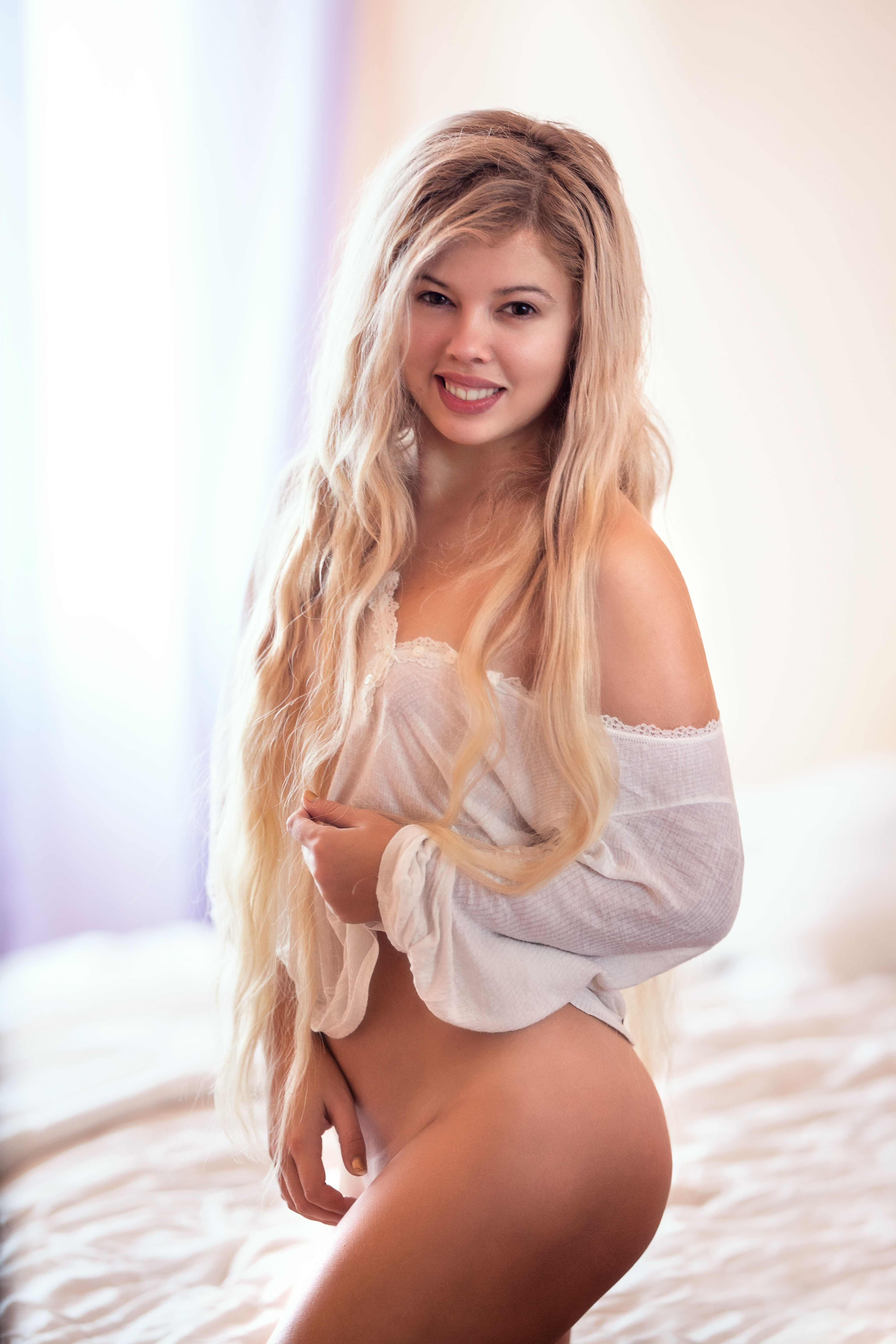